# Presidenti del Veneto

Bandiera del Veneto

I presidenti della giunta regionale, dal 1970 al 1999, erano eletti dal consiglio regionale. In seguito alla Riforma del 1999, l'elezione del presidente della Regione avviene per suffragio universale e diretto.

## Elenco
| Nº                                        | Presidente (Nascita-Morte)                | Presidente (Nascita-Morte)                | Presidente (Nascita-Morte)                | Partito                                   | Giunta                                     | Composizione                              | Composizione                              | Mandato                                   | Mandato                                   | Legislatura                               |
| Nº                                        | Presidente (Nascita-Morte)                | Presidente (Nascita-Morte)                | Presidente (Nascita-Morte)                | Partito                                   | Giunta                                     | Composizione                              | Composizione                              | Inizio                                    | Fine                                      | Legislatura                               |
| Presidenti eletti dal Consiglio regionale | Presidenti eletti dal Consiglio regionale | Presidenti eletti dal Consiglio regionale | Presidenti eletti dal Consiglio regionale | Presidenti eletti dal Consiglio regionale | Presidenti eletti dal Consiglio regionale  | Presidenti eletti dal Consiglio regionale | Presidenti eletti dal Consiglio regionale | Presidenti eletti dal Consiglio regionale | Presidenti eletti dal Consiglio regionale | Presidenti eletti dal Consiglio regionale |
| ----------------------------------------- | ----------------------------------------- | ----------------------------------------- | ----------------------------------------- | ----------------------------------------- | ------------------------------------------ | ----------------------------------------- | ----------------------------------------- | ----------------------------------------- | ----------------------------------------- | ----------------------------------------- |
| 1                                         |                                           |                                           | Angelo Tomelleri (1924-1985)              | Democrazia Cristiana                      | Tomelleri I                                |                                           | DC                                        | 1º agosto 1970                            | 21 luglio 1971                            | I (1970)                                  |
| 1                                         |                                           | Tomelleri II                              | Angelo Tomelleri (1924-1985)              | Democrazia Cristiana                      | 22 luglio 1971                             | 25 maggio 1972                            | DC                                        |                                           |                                           | I (1970)                                  |
| 2                                         |                                           |                                           | Pietro Feltrin (1927-1982)                | Democrazia Cristiana                      | Feltrin                                    | 26 maggio 1972                            | DC                                        | 12 marzo 1973                             |                                           | I (1970)                                  |
| –                                         |                                           |                                           | Angelo Tomelleri (1924-1985)              | Democrazia Cristiana                      | Tomelleri III                              | 13 marzo 1973                             | DC                                        | 29 ottobre 1975                           |                                           | I (1970)                                  |
| –                                         | Tomelleri IV                              |                                           | Angelo Tomelleri (1924-1985)              | Democrazia Cristiana                      | Centrismo DC-PRI                           | 30 ottobre 1975                           | 7 luglio 1977                             | II (1975)                                 |                                           |                                           |
| –                                         | Tomelleri V                               |                                           | Angelo Tomelleri (1924-1985)              | Democrazia Cristiana                      | DC                                         | 8 luglio 1977                             | 3 agosto 1980                             | II (1975)                                 |                                           |                                           |
| 3                                         |                                           |                                           | Carlo Bernini (1936-2011)                 | Democrazia Cristiana                      | Bernini I                                  |                                           | DC-PSDI                                   | 4 agosto 1980                             | 29 luglio 1985                            | III (1980)                                |
| 3                                         | Bernini II                                |                                           | Carlo Bernini (1936-2011)                 | Democrazia Cristiana                      | Quadripartito DC-PSI-PSDI-PLI              | 30 luglio 1985                            | 8 agosto 1989                             | IV (1985)                                 |                                           |                                           |
| 4                                         |                                           |                                           | Gianfranco Cremonese (1940-2018)          | Democrazia Cristiana                      | Quadripartito DC-PSI-PSDI-PLI              | Cremonese I                               | 9 agosto 1989                             | IV (1985)                                 | 29 luglio 1990                            |                                           |
| 4                                         | Cremonese II                              |                                           | Gianfranco Cremonese (1940-2018)          | Democrazia Cristiana                      | Centro-sinistra "organico" DC-PSI-PRI-PSDI | 31 luglio 1990                            | 9 novembre 1992                           | V (1990)                                  |                                           |                                           |
| 5                                         |                                           |                                           | Franco Frigo (1950-)                      | Democrazia Cristiana                      | Frigo                                      |                                           | DC-PSI-FdV                                | V (1990)                                  | 10 novembre 1992                          | 10 maggio 1993                            |
| 6                                         |                                           |                                           | Giuseppe Pupillo (1940-)                  | Partito Democratico della Sinistra        | Pupillo                                    |                                           | PDS-DC-PSI-FdV                            | V (1990)                                  | 11 maggio 1993                            | 26 maggio 1994                            |
| 7                                         |                                           |                                           | Aldo Bottin (1938-)                       | Partito Popolare Italiano                 | Bottin                                     |                                           | PPI-LN-PLI-PR-FI                          | V (1990)                                  | 26 maggio 1994                            | 25 giugno 1995                            |
| Presidenti eletti direttamente            |                                           |                                           |                                           |                                           |                                            |                                           |                                           |                                           |                                           |                                           |
| 8                                         |                                           |                                           | Giancarlo Galan (1956-)                   | Forza Italia                              | Galan I                                    |                                           | Polo per le Libertà FI-AN-CCD             | 26 giugno 1995                            | 6 giugno 2000                             | VI (1995)                                 |
| 8                                         | Galan II                                  |                                           | Giancarlo Galan (1956-)                   | Forza Italia                              | Casa delle Libertà FI-AN-CCD-CDU-LN        | 6 giugno 2000                             | 9 maggio 2005                             | VII (2000)                                |                                           |                                           |
| 8                                         | Il Popolo della Libertà                   | Galan III                                 | Giancarlo Galan (1956-)                   |                                           | FI-LN-AN-UDC-NPSI                          | 9 maggio 2005                             | 7 aprile 2010                             | VIII (2005)                               |                                           |                                           |
| 9                                         |                                           |                                           | Luca Zaia (1968-)                         | Lega Nord                                 | Zaia I                                     |                                           | PdL-LN                                    | 7 aprile 2010                             | 15 giugno 2015                            | IX (2010)                                 |
| 9                                         | Zaia II                                   |                                           | Luca Zaia (1968-)                         | Lega Nord                                 | LN-FI-FdI                                  | 15 giugno 2015                            | 15 ottobre 2020                           | X (2015)                                  |                                           |                                           |
| 9                                         |                                           | Lega                                      | Luca Zaia (1968-)                         | Zaia III                                  |                                            | LSP-FdI-FI                                | 15 ottobre 2020                           | in carica                                 | XI (2020)                                 |                                           |

## Presidenti per durata complessiva
| N. | Presidente           | Giorni in carica |
| -- | -------------------- | ---------------- |
| 1  | Luca Zaia            | 5614             |
| 2  | Giancarlo Galan      | 5399             |
| 3  | Angelo Tomelleri     | 3363             |
| 4  | Carlo Bernini        | 3291             |
| 5  | Gianfranco Cremonese | 1188             |
| 6  | Aldo Bottin          | 395              |
| 7  | Giuseppe Pupillo     | 380              |
| 8  | Piero Feltrin        | 290              |
| 9  | Franco Frigo         | 181              |